# Louise Warren
Pour les articles homonymes, voir Warren.
Œuvres principales
Le Lièvre de Mars

Interroger l’intensité

Bleu de Delft. Archives de solitude

La Forme et le Deuil : Archives du lac

La Vie flottante. Une pensée de la création
Louise Warren, née le 21 mars 1956 à Montréal, est une poète et essayiste québécoise.

## Biographie
Née le 21 mars 1956 à Montréal, Louise Warren est détentrice d’une maîtrise en création littéraire de l'Université du Québec à Montréal (UQAM). Elle a été chargée de cours de littérature d'enfance et de jeunesse à l'Université McGill et à l’UQAM.
Le numéro 28 des Cahiers littéraires Contre-jour lui a été consacré à l’été 2015.
Elle est membre de l'Union des écrivaines et des écrivains québécois.

### Écriture
Avant tout poète, elle publie en trois décennies plus d’une dizaine de recueils, dont Le Lièvre de Mars (1994), La Lumière, l'Arbre, le Trait (2001) et La Pratique du bleu (2002).
Essayiste, elle est attentive à l’expérience de la création et à l’œuvre d’art, aux liens entre art visuel et écriture, mais également aux rapports de l'artiste avec la mémoire et le deuil, thèmes développés dans Interroger l’intensité (1999) Bleu de Delft. Archives de solitude (2001), La Forme et le Deuil : Archives du lac (2008) et La Vie flottante. Une pensée de la création.
Les deux derniers susmentionnés ont été nommés respectivement pour l'obtention du Prix du Gouverneur général 2008 et du Prix du Gouverneur général 2016.
Elle signe également des livres d'artistes et un essai biographique, Léonise Valois, femme de lettres. Un portrait (1993), l'une des premières femmes écrivains du Québec.

## Œuvre

### Poésie
- L’Amant gris, Montréal, (Québec), Canada, Éditions Triptyque, 1984, 80 p.  (ISBN 2890310116 et 9782890310117)
- Madeleine de janvier à septembre, Montréal, (Québec), Canada, Éditions Triptyque, 1984 (réimpr. 2005), 80 p. (ISBN 978-2-89031-011-7)
- Écrire la lumière, Montréal, (Québec), Canada, Éditions Triptyque, 1986, 37 p.  (ISBN 2890310396 et 9782890310391)
- Comme deux femmes peintres, Outremont, Montréal, (Québec), Canada, Éditions Nouvelle Barre du jour, 1987, 69 p.
- Notes et Paysages, Montréal, (Québec), Canada, Les éditions du remue-ménage, 1990, 95 p. (ISBN 2-89091-101-2)
- Terra incognita, Montréal, (Québec), Canada, Les éditions du remue-ménage, 1991, 76 p. (ISBN 2-89091-110-1)
- Le Lièvre de Mars : poésie, Montréal, (Québec), Canada, Éditions de L'Hexagone, 1994, 87 p. (ISBN 978-2-89006-518-5)
- Noyée quelques secondes : poésie, Montréal, (Québec), Canada, Éditions de L'Hexagone, 1997, 86 p. (ISBN 978-2-89006-579-6)
- Suite pour une robe, Montréal, (Québec), Canada, Éditions de L'Hexagone, 1999, 121 p. (ISBN 978-2-89006-625-0)
- La Lumière, l'Arbre, le Trait, Montréal, (Québec), Canada, Éditions de L'Hexagone, 2001, 80 p. (ISBN 978-2-89006-669-4)
- La Pratique du bleu, Montréal, (Québec), Canada, Éditions de l’Hexagone, 2002, 103 p.  (ISBN 2890066886 et 9782890066885)
- Soleil comme un oracle, Montréal, (Québec), Canada, Éditions de L'Hexagone, 2003, 80 p. (ISBN 978-2-89006-709-7)
- Une collection de lumières, Montréal, (Québec), Canada, Éditions Typo, 2005, 240 p. (ISBN 978-2-89295-210-0)
- Une pierre sur une pierre, Montréal, (Québec), Canada, Éditions de L'Hexagone, 2006, 80 p. (ISBN 978-2-89006-780-6)
- Anthologie du présent, suivi de, Le Premier Lecteur : une conversation avec André Lamarre, Montréal, (Québec), Canada, les éditions du passage, 2012, 232 p.  (ISBN 9782922892581 et 2922892581)
- Voir venir la patience, Montréal, (Québec), Canada, les éditions du passage, 2014, 126 p.  (ISBN 9782922892956 et 2922892956)
- Le Plus Petit Espace, Montréal, Le Noroît, 2017  (ISBN 9782897660796)

### Essais
- Léonise Valois, femme de lettres. Un portrait, Montréal, (Québec), Canada, Éditions de l’Hexagone, 1993, 310 p.  (ISBN 289006476X et 9782890064768)
- Interroger l’intensité, Laval, (Québec), Canada, Éditions Trois, 1999 ; réédition, Éditions Typo, 2009  (ISBN 978-2-89295-244-5)
- Bleu de Delft. Archives de solitude, Montréal, (Québec), Canada, Éditions Trait d’union, 2001 ; réédition, Éditions Typo, 2006  (ISBN 978-2-89295-218-6)
- Objets du monde. Archives du vivant, Montréal, (Québec), Canada, 2005, 125 p.  (ISBN 2890059278 et 9782890059276)
- Le Livre des branches. Dans l’atelier d’Alexandre Hollan, Orléans, France, Éditions Le Pli, 2005, 2005, 58 p.  (ISBN 2914932073 et 9782914932073)
- Alexandre Hollan. Un seul arbre, Joliette, (Québec), Canada, Musée d'art de Joliette, 2006
- La Forme et le Deuil : Archives du lac, Montréal, (Québec), Canada, Éditions de L'Hexagone, 2008, 240 p. (ISBN 978-2-89006-808-7)
- Attachements : observation d'une bibliothèque, Montréal, (Québec), Canada, Éditions de L'Hexagone, 2010 (ISBN 978-2-89006-828-5)
- Apparitions. Inventaire de l'atelier, Québec, (Québec), Canada, Éditions Nota bene, 2012, 2, 117 p.  (ISBN 9782895184409 et 2895184402)
- La Vie flottante. Une pensée de la création, Montréal, (Québec), Canada, Éditions Le Noroît, 2015, 160 p.  (ISBN 9782890189683 et 2890189686)
- De ce monde. Chroniques et proses, Montréal, Le Noroît, 2020, 138 p.  (ISBN 9782897662608 et 2897662603)
- Une pratique de l’instant, dans Maison, Montréal, Omri, 2020, 47 p.  (ISBN 9782981610362 et 2981610368)
- Le livre caché de Lisbonne, Montréal, Le Noroît, 2019, 178 p.  (ISBN 9782897661618 et 2897661615)
- L'enveloppe invisible, Montréal, Le Noroît, 2018, 141 p.  (ISBN 9782897661182 et 2897661186)

### Récits
- Nuage de marbre, Montréal, (Québec), Canada, Éditions Leméac, 2006, 68 p.  (ISBN 2760965171 et 9782760965171)
- Tableaux d'Aurélie, Montréal, (Québec), Canada, Éditions VLB, 1990, 135 p.  (ISBN 2890053725 et 9782890053724)

### Littérature d'enfance et de jeunesse
- Histoire du lion à six pattes, Paris, France, Éditions du Sorbier, 1993, 26 p.  (ISBN 2732010154 et 9782732010151)

### Anthologie
- La Poésie mémoire de l'art, Trois-Rivières (Québec), Canada, Éditions Art Le Sabord, 2003, 109 p.  (ISBN 2922685276 et 9782922685275)

- J'écris peuplier (livre anniversaire), Collectif paritaire de cinquante poètes, dirigé et illustré par Monique LeBlanc, préface de Paul Bélanger, Montréal, Éditions du Noroît, 2021  (ISBN 978-2-89766-278-3)

## Prix et honneurs
- 1999 : lauréate du 2e prix de poésie au Prix littéraires Radio-Canada, La Lumière, l'Arbre, le Trait
- 2000 : lauréate du 1er prix de poésie au Prix littéraires Radio-Canada, Insomnie à la fenêtre
- 2003 : lauréate du Prix de la Fondation Hector-Charland[6]
- 2003 : lauréate du Prix de la création artistique en région du Conseil des arts et des lettres du Québec[7]
- 2006 : lauréate du Prix Ambassadeur Télé-Québec[8]
- 2009 : lauréate du Grand Prix Desjardins de la Culture de Lanaudière, Prix Littérature[9]
- 2016 : lauréate du Prix Littérature des Grands Prix Desjardins de la culture de Culture Lanaudière pour La vie flottante. Une pensée de la création[10]
- 2016 : lauréate du Prix Ambassadeur Télé-Québec, lors de la remise des Grands Prix Desjardins de la culture de Lanaudière. Ce prix souligne le rayonnement de l’œuvre d'un artiste à l'extérieur de la région[8]
- 2018 : lauréate du Prix du CALQ - Créatrice de l'année dans Lanaudière[10]